# Krocetyna
Krocetyna – organiczny związek chemiczny z grupy karotenoidów będący dwukarboksylową pochodną β-karotenu. Ma ceglastoczerwoną barwę. Jej ester di-β-gentiobiozylowy, zwany krocyną, jest głównym barwnikiem szafranu. Występuje też w kwiatach dziewanny.